# Ugo II du Puiset
Ugo II du Puiset o Ugo II di Giaffa (1106 circa – 1134) fu Conte di Giaffa, nel crociato Regno di Gerusalemme, dal 1122 fino al 1134 quando si ribellò contro re Folco.
Era figlio di Ugo I, conte di Giaffa, e di sua moglie Mabile (o Mamilia) de Rouci.

## Biografia

### Arrivo nel Regno
Secondo Guglielmo di Tiro i genitori di Ugo andarono in pellegrinaggio in Terra santa durante il regno (1118-1131) di Baldovino II ed Ugo nacque in Puglia durante il viaggio, siccome il neonato sembrava fragile di salute i suoi genitori non osarono fargli affrontare i rigori della traversata e lo affidarono al principe Boemondo di Taranto, erede del Principato di Antiochia.
Invece John L. La Monte ritiene più verosimile che Ugo I sia andato ad est con Boemondo di Taranto nel 1106.

In ogni caso Ugo I fu nominato Conte di Giaffa dopo il suo arrivo (da Baldovino I se nel 1106), ma morì nel 1118; la vedova si risposò con Alberto di Namur che amministrò la contea, regolarmente sottoposta alle incursioni dei Fatimidi d'Egitto.
Non sappiamo dove Ugo trascorse la sua infanzia né quando si recò nel Regno di Gerusalemme.
René Grousset lo pone tra gli accompagnatori di Boemondo II quando questi andò a prendere possesso del Principato di Antiochia, ma questo evento è accaduto nel 1126 mentre Ugo è già conte di Giaffa nel 1123. 
Inoltre, egli è menzionato come amico d'infanzia della regina Melisenda di Gerusalemme, il che è difficilmente possibile se una è stata allevata a Gerusalemme mentre l'altro a Taranto.
Nel 1123 Ugo è ormai maggiorenne, e forse Alberto di Namur è già morto, quando suo cugino il re Baldovino II gli assegnò la Contea di Giaffa e gli diede in moglie Emelota (o Emma), nipote del Patriarca Arnolfo di Chocques e vedova di Eustachio I de Grenier, signore di Cesarea.
Ugo divenne il barone più potente del regno, membro della famiglia reale in quanto parente della regina Melisenda, moglie di Folco di Gerusalemme; infatti i loro padri Ugo I e Baldovino II erano cugini, la nonna di Melisenda, che pure si chiamava Melisenda, era una sorella della nonna di Ugo, Alice. 
Egli fu devotamente leale a Baldovino II prima e poi anche a Melisenda, sebbene Ugo stesso avesse maggiori diritti al trono in qualità di erede maschio.
Ugo aveva uno stretto rapporto con Melisenda, ma "... si diceva che avesse troppa familiarità con la regina..." (Guglielmo di Tiro, 14.16) ed entrò in conflitto con un geloso Folco che nel 1134 accusò Ugo di avere una relazione con Melisenda.
Probabilmente questa fu una mossa di Folco nella sua lotta per il potere contro la moglie.
Fonti contemporanee, come Guglielmo di Tiro, non danno credito all'infedeltà di Melisenda sottolineando invece che Folco favoriva eccessivamente i nuovi crociati francesi appena arrivati da Angiò a discapito della nobiltà nativa del regno. 
Si diceva anche che Ugo era semplicemente arrogante e rifiutò di rendere omaggio a Folco; quest'ultima voce sembra la base del racconto di Orderico Vitale, secondo il quale Ugo ed altri nobili furono offesi da Folco che, quando diventò re, portò con sé nobili e consiglieri Angioini ignorando i baroni nati nel Regno.
Se Melisenda fosse stata colpevole, probabilmente, la chiesa e la nobiltà non si sarebbero più tardi mobilitate per la sua causa.

### La rivolta contro Folco
Sembra che nel 1134 Ugo si sia ribellato contro Folco, insieme a Romano di Le Puy, signore d'Oltregiordano. 
Secondo Guglielmo di Tiro, il figliastro di Ugo, Gualtiero I de Grenier Signore di Cesarea (figlio di Emelota e del suo primo marito Eustachio I de Grenier), probabilmente spinto dallo stesso Folco, accusò Ugo di tradimento e cospirazione dinanzi all'Haute Cour di Gerusalemme.
Ugo respinse le accuse e si decise che la questione sarebbe stata definita con un combattimento giudiziario; 
il giorno stabilito però, per ragioni sconosciute, Ugo non si presentò, quindi fu considerato colpevole in absentia. 
A questa notizia Ugo si recò ad Ascalona per mettersi sotto la protezione degli egiziani, questi ultimi approfittarono di questa alleanza per invadere il sud del Reame di Gerusalemme fino ad Arsur.
Scottati da questo tradimento i valvassori di Ugo "saggiamente si misero dalla parte del re", con il suo connestabile Barisano e Baldovino di Ramla in testa abbandonando il loro signore e consegnarono Giaffa a Folco che respinse gli egiziani ma non poté impedire la presa di Paneas da parte di Zengi, l'atabeg di Mossul e di Aleppo. 
Ugo riuscì a respingere l'esercito che gli era stato inviato contro ma non poteva mantenere la sua posizione indefinitamente, la sua alleanza con Ascalona gli costò il supporto a corte; alla fine non ebbe altra scelta che fare atto di sottomissione al re ed implorare il suo perdono.
L'usuale punizione per questi atti era l'esilio perpetuo e la confisca dei territori del ribelle ma, in questo caso, forse per l'elevato status di Ugo nel Regno e per i suoi rapporti con la regina, o forse per placare odi e rancori, intervenne il Patriarca Guglielmo che negoziò i termini di una pace non troppo onerosa per Ugo, si convenne che Ugo sarebbe andato in esilio per soli tre anni e che avrebbe riavuto i suoi feudi al ritorno.

### Tentativo di assassinio
Ugo era libero di restare a Gerusalemme mentre aspettava una nave che lo portasse in esilio.
Un giorno, mentre giocava a dadi in strada, egli fu brutalmente aggredito da un cavaliere bretone, che fu rapidamente arrestato ed incarcerato: 
(Guglielmo di Tiro, 14.18)
Corse la voce che lo stesso Folco avesse incaricato il cavaliere di assassinare Ugo, e l'opinione pubblica considerò Ugo innocente delle accuse di tradimento e cospirazione. 
Per il partito della regina questa fu una ragione sufficiente per sfidare apertamente Folco, prima che il pubblico affronto costituito dalle accuse di infedeltà di Folco compromettessero totalmente la posizione di Melisenda.
Folco ordinò "...che la lingua non fosse inclusa tra le membra da mutilate", presumibilmente per non essere accusato di aver tentato di far tacere il cavaliere.
In ogni caso, il cavaliere dichiarò di aver agito di sua iniziativa: 
(Guglielmo di Tiro, 14.18)
Ciononostante Folco non ebbe più l'appoggio del popolo nella controversia.
Ugo rimase nel Regno per breve tempo, mentre le sue ferite guarivano.
Egli andò poi in esilio in Puglia, dove il suo parente Ruggero II di Sicilia lo nominò Conte del Gargano. 
Ugo non si riprese mai pienamente e morì poco dopo il suo arrivo.

### Conseguenze
Che Folco abbia o meno assoldato il cavaliere bretone, egli è sospettato da Hans Mayer ed altri storici di aver spinto Ugo a ribellarsi così da poter prendere personalmente il controllo di Giaffa.
Poiché Ugo morì prima della fine dei tre anni di esilio i suoi territori furono confiscati ed inclusi nei domini reali, dove rimasero per il resto del XII secolo. 
Folco iniziò la costruzione di numerosi castelli nell'area, tra i quali Ibelin, per difesa contro le invasioni egiziane.
Come conseguenza della rivolta, i vassalli minori di Giaffa come Ramla, divennero più potenti.
I signori di Ibelin e Ramla sarebbero divenuti importanti negli affari del Regno più tardi nel corso del secolo. 
Melisenda, cui spettava legalmente il diritto di governare il regno con Folco come consorte, ebbe il supporto della Chiesa e di vari nobili e prese il sopravvento su Folco, la cui influenza dal 1135 in poi si deteriorò rapidamente. 
Folco ed i membri della sua fazione per qualche tempo si sentirono sgraditi e persino minacciati. 
(Guglielmo di Tiro, 14.18)

## Datazione della rivolta
La rivolta di Ugo in passato è stata datata nel 1132 in base ai resoconti di Guglielmo di Tiro e dello storico arabo Ibn al-Qalanisi. 
Tuttavia è probabile che la cronologia di Guglielmo sia confusa e che i riferimenti a conflitti nel Regno di al-Qalanisi riguardino quelli tra Folco e Ponzio di Tripoli nel 1132.
Ugo appare come Conte di Giaffa in documenti ufficiali datati 1133 e 1134, la data del 1134 è oggi accettata dalla maggio parte degli studiosi.